# Brasserie de Brunehaut
Brasserie de Brunehaut is een Belgische brouwerij gelegen in Rongy, een deelgemeente van Brunehaut in de provincie Henegouwen.

## Geschiedenis
Hoewel de brouwerij pas officieel van start ging in september 1992 te Rongy, vindt de Brasserie de Brunehaut haar oorsprong in Guignies, een andere deelgemeente van Brunehaut.

### 1890-1991
In 1890 breidde de weduwe Allard-Milhomme de familiale boerderij uit met een brouwerij. Deze brouwerij kreeg de naam Saint Joseph. De oudste zoon, Pierre Allard volgde zijn moeder op in de brouwerij, terwijl de drie andere zoons bleven werken op de boerderij. Omdat Pierre op vrij jonge leeftijd stierf nam zijn broer Edmond de brouwerij over. Tijdens de Eerste Wereldoorlog eiste de bezetter het koperwerk van de brouwerij op zodat er tot 1923 niet meer gebrouwen werd.

Joseph Allard startte daarna samen met zijn vader Edmond de activiteiten in de brouwerij terug op. Joseph verongelukte in 1940 waarna Edmond een beroep deed op de echtgenoot van zijn zus Marie-Thérèse, Jacques Groetembril om de brouwerij verder te zetten.

Jacques gaf de brouwerij de naam Allard et Groetembril en bracht verbeteringen aan zodat na de Tweede Wereldoorlog kon overgeschakeld worden op bieren van hogere densiteit. Vanaf 1952 werd de brouwerij gemoderniseerd onder toezicht van zoon Joseph, die de technische kant voor zijn rekening nam. In 1985, na het overlijden van zijn vader, doopte Joseph Groetembril de brouwerij om tot Brasserie Allard. De familie bleef gedurende deze periode zowel de brouwerij als de boerderij uitbaten. Midden jaren tachtig had de brouwerij een jaarlijkse productie van 7000 hl. Hun succesvolst bier was Brunehaut 8.

### 1992-2006
Guy Valschaers en Marie-Christine Dujardin , een brouwerskoppel dat 17 jaar lang voor Unibra werkte in Afrika, kwam in 1989 terug naar België en vestigde zich in Rongy. Toen in 1991 het gerucht de ronde deed dat Brouwerij Allard failliet was, namen ze het bedrijf over.

Vermits zowel de gebouwen als de installatie te Guignies in zeer slechte staat verkeerden, bouwden ze een volledig nieuwe brouwerij in Rongy. Van de installatie van Allard werden enkel de koperen domen van de kookketel en de maischketel herbruikt. Ze namen geen enkel recept van de bestaande brouwerij over omdat ze hun bieren lieten hergisten op de fles, wat niet gebeurde in de oude brouwerij.

Het eerste bier was de Brunehaut Tradition, een amberkleurig bier, daarna volgden Brunehaut Village (blond) en Mont-Saint Aubert. Vanaf 2002 kwamen de adbijbieren Saint-Martin op de markt. De jaarproductie in 2003 bedroeg 3600 hl. De uitbaters van de brouwerij slaagden er echter niet in de brouwerij rendabel te maken en de laatste jaren stond men haast voortdurend op de rand van het faillissement. Volgens analisten was dit het gevolg van een overdimensionering van het bedrijf en een te lage productie om winstgevend te zijn.

### 2006 - heden
Op 17 juni 2006 ontbond de algemene vergadering van de NV Brasserie de Brunehaut de vennootschap en alle activa werden verkocht (met inbegrip van het personeel, de merken en het handelsfonds). De 45-jarige Marc-Antoine de Mees, een handelsingenieur uit Doornik, werd de nieuwe eigenaar. Hij investeerde in nieuwe en moderne apparatuur met de bedoeling de productie op twee jaar tijd te verdriedubbelen. Hij bracht het gamma terug van 17 naar 10 bieren.

## Productie
Brouwmeester Damien Delneste brouwt 80hl per week, wat de jaarlijkse productie van de brouwerij in 2007 rond de 4000 hl bracht.

Het grootste deel (72%) van de omzet is bestemd voor de export. De bieren worden uitgevoerd naar 25 landen waaronder de VS, Frankrijk, Canada, Japan en Italië.

## Bieren

### Biologischebieren

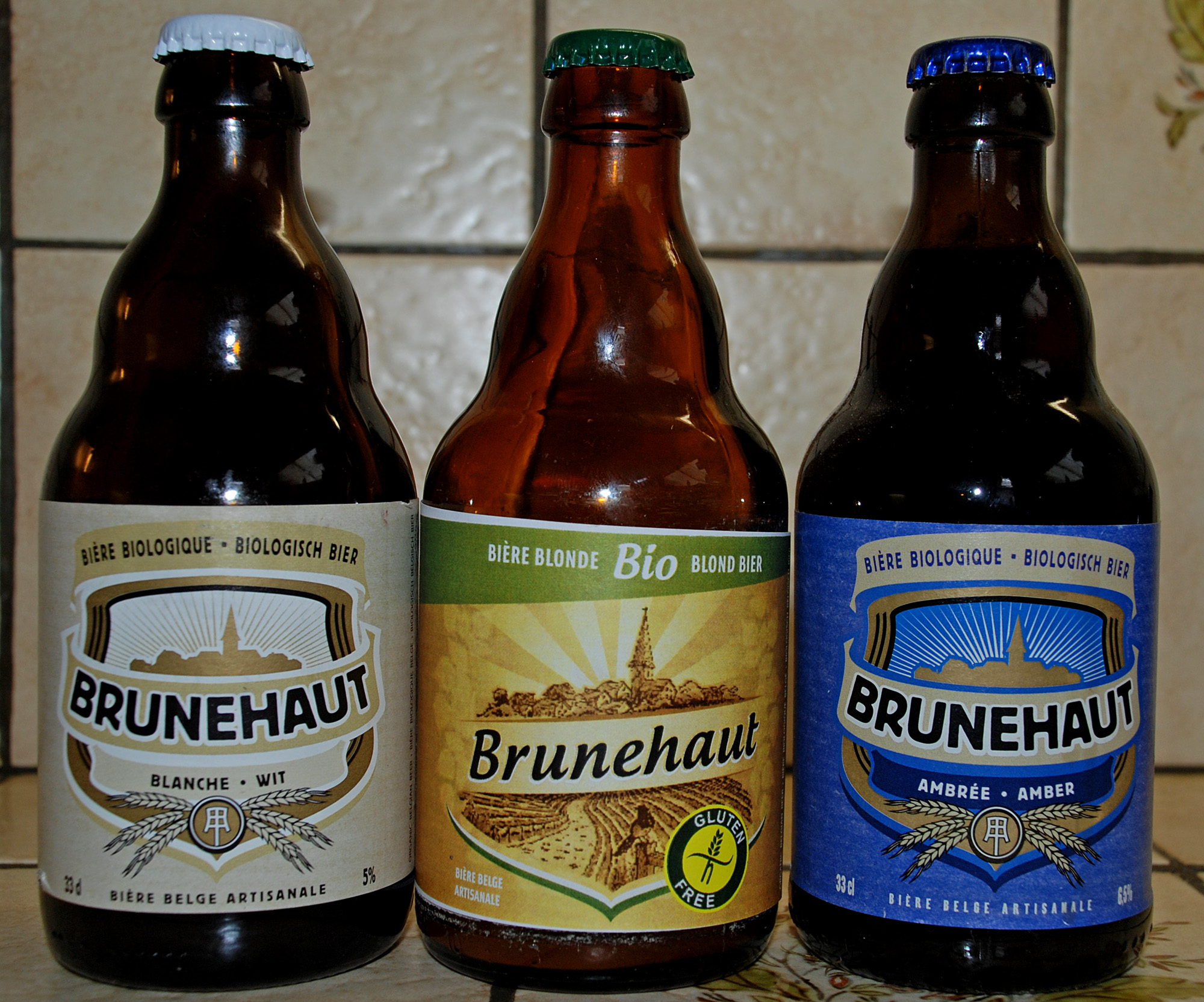
Brunehaut biobieren

Vanaf 2002 brouwt Brasserie de Brunehaut hun eerste biobier namelijk Brunehaut bio blanche. Sinds 2009 zijn er nog twee biologische bieren in het gamma bij gekomen. Begin 2013 kwam er een glutenvrije tripel bij.
- Brunehaut bio amber, 6,5° & amber Glutenvrij
- Brunehaut bio blond, 6,5° & blond Glutenvrij
- Brunehaut bio blanche, 5°
- Brunehaut Tripel, blond, 7,5%

### Abdijbieren

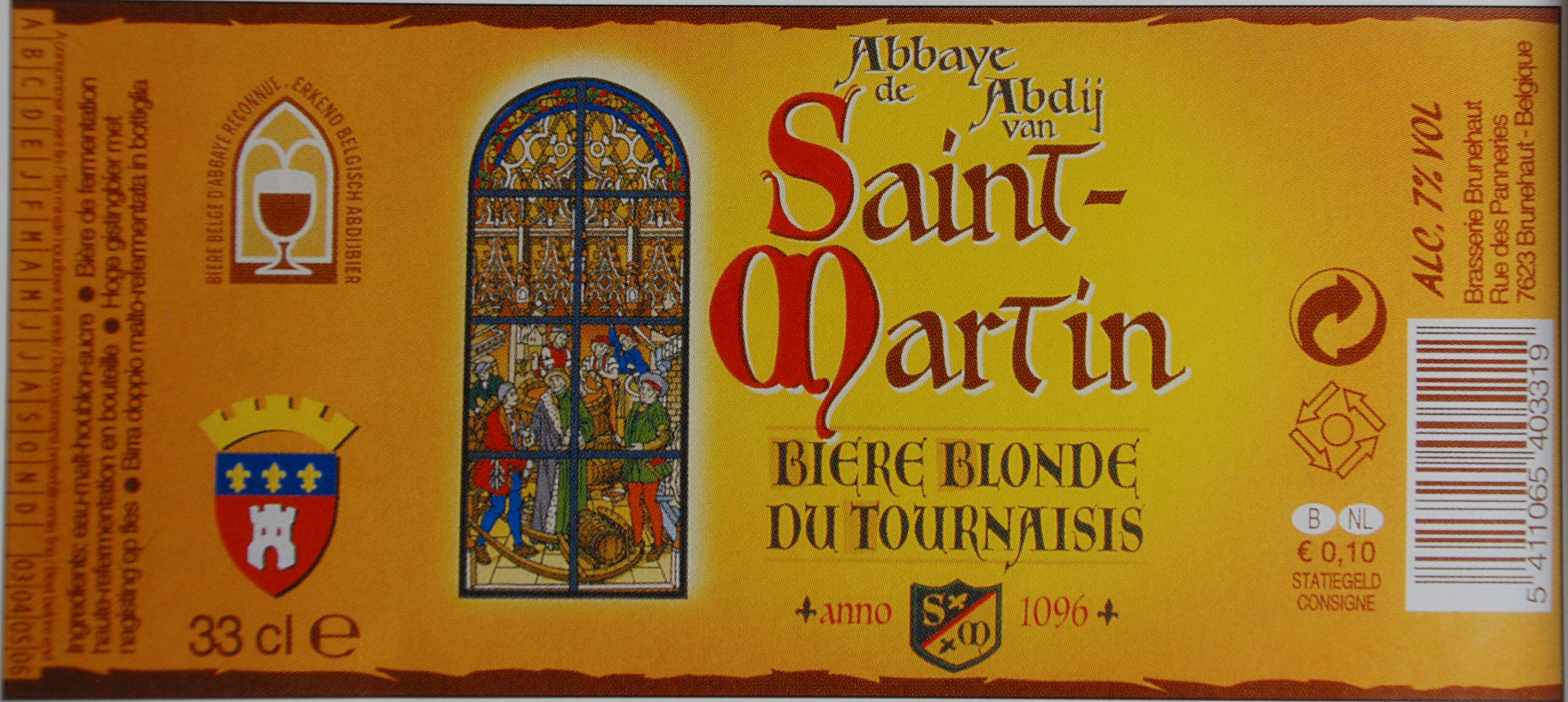
Saint-Martin etiket 2002

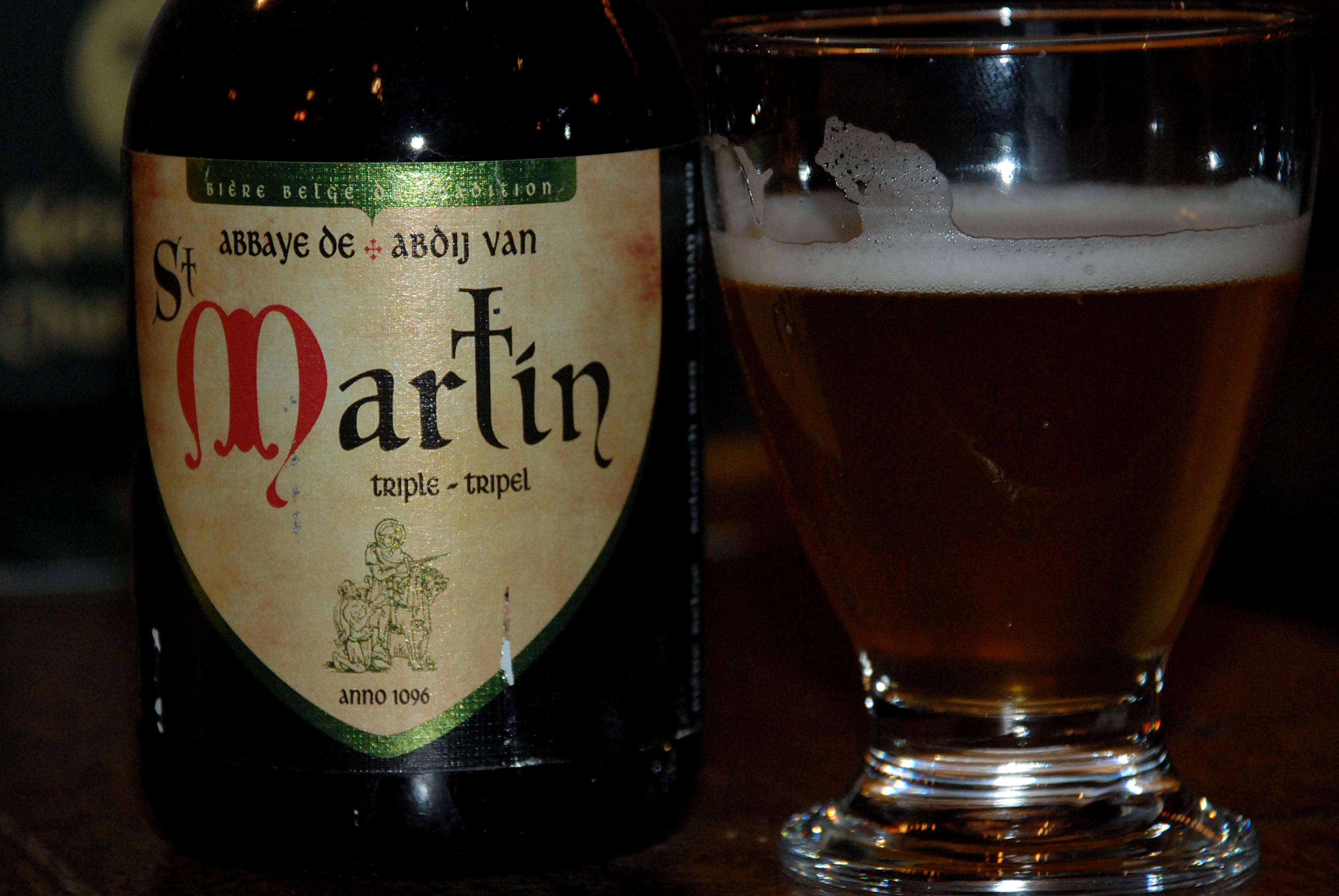
Saint-Martin Triple

Op 26 februari 2001 kreeg de brouwerij de toelating om de naam van de Abdij van Saint-Martin te gebruiken voor hun nieuw bier. Daarbij kregen ze ook de toelating van kanunnik Jean Dumoulin, archivaris en conservator van de kathedraal van Doornik, om de reproductie van het glasraam te gebruiken op hun etiket. Bovendien kregen ze op 25 maart 2002 van Christian Massy, burgemeester van Doornik, de toelating om het stadswapen op het etiket aan te brengen. Op 6 juni 2002 werd het eerste bier Saint-Martin voorgesteld. Het bier kreeg ook het keurmerk van Erkend Belgisch Abdijbier. Inmiddels zijn er vier verschillende van deze abdijbieren op de markt gebracht, die sinds 2007 tezamen vijf medailles wonnen in verscheidene internationale wedstrijden.
- Abbaye de Saint-Martin triple 9°
- Abbaye de Saint-Martin brune 8°
- Abbaye de Saint-Martin blonde 7°
- Abbaye de Saint-Martin cuvée de Noël 8,5°

### Regionale bieren
- Bière du Mont Saint-Aubert, tripel 8°
  - World Beer Championship 1997 - Goud
  - World Beer Cup 2008 – Zilver
  - Australian International Beer Awards 2008 - Zilver

- Abbaye de Saint-Amand, blond 7°
- Ne Kopstoot, blond 7°

### In het verleden
- Brunehaut 8 (Brasserie Allard)
- Brunehaut Tradition (1992)
- Brunehaut Village (blond)

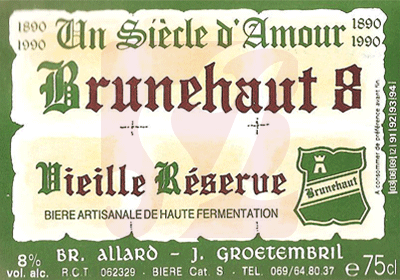
Brunehaut 8

- Belle de Pevele (enkel voor de Franse markt)
- L'écume des Jours (enkel voor de Franse markt)

In opdracht van Jacques Mortelmans werden voor de Abdij van La Ramée twee abdijbieren gebrouwen die ook het keurmerk Erkend Belgisch Abdijbier dragen. Deze bieren worden sinds 2006 gebrouwen bij Brasserie du Bocq.
- Ramée blond
- Ramée amber